# Alumbrados
Els alumbrados o "enllumenats" van ser una secta herètica present a Espanya entre 1510 i 1530 i va profetitzar la versió més radical del mètode místic del «recolliment» (la unió de l'ànima amb Déu) propugnat pels franciscans, i que va ser condemnada pel mateix orde mendicant, ressaltava la unió passiva de l'ànima amb Déu, deixar anar completament a l'amor diví, l'home és impecabilitat, és a dir, la impossibilitat de pecar per la qual cosa era coneguda amb el nom de «deixadesa» i als seus seguidors com «deixats» o «enllumenats». És alumbrada l'eliminació de qualsevol mediació (de Crist, l'església, els sagraments), i la desaparició de qualsevol norma relativa a la conducta. Alguns nobles van protegir aquests grups que buscaven una religió interior més autèntica.
Segons Joseph Pérez, els alumbrados, «preconitzen un abandonament sense control a la inspiració divina i una interpretació lliure dels textos evangèlics. Els alumbrados afirmen que actuen moguts únicament per l'amor de Déu i que d'ell procedeix la seva inspiració; manquen de voluntat pròpia: és Déu el que dicta la seva conducta; d'això se segueix que no poden pecar. Els alumbrados rebutgen l'autoritat de l'Església, la seva jerarquia i els seus dogmes, així com les formes de pietat tradicional que consideren lligams: pràctiques religioses (devocions, obres de misericòrdia i de caritat), sagraments…».
La Inquisició espanyola va sospitar que hi havia elements herètics en la doctrina dels alumbrados i va iniciar una recerca que va portar a la detenció dels seus principals capitosts (la beata Isabel de la Creu i Pedro Ruiz d'Alcaraz del grup de Guadalajara van ser empresonats a l'abril de 1524 i sentenciats en un acte de fe de juliol de 1529) i a la promulgació per l'inquisidor general, l'erasmista Manrique, d'un «edicte sobre enllumenats» al setembre de 1525, que incloïa una llista de 48 proposicions considerades herètiques. Al 1529 va ser detinguda la beata Francisca Hernández, líder del grup d'alumbrados de Valladolid, i poc després un dels seus principals seguidors, el predicador franciscà Francisco d'Ortiz. La beata va incriminar partidaris seus acusant-los de «luterans». Aquest va ser el cas de Bernardino Tovar, germà de l'erasmista Juan de Vergara, i de María de Cazalla, que va ser torturada sota l'acusació de luteranisme i d'il·luminisme.
Un altre dels denunciats per la beata Francisca Hernández per «luteranisme» va ser l'impressor de la Universitat d'Alcalá, Miguel de Eguía, però va ser absolt el 1533 després de passar més de dos anys a la presó de la Inquisició a Valladolid.